# Lilla Mättjärnen
Lilla Mättjärnen är en sjö i Lindesbergs kommun i Västmanland och ingår i Norrströms huvudavrinningsområde.